# Hermann Zumpe

Hermann Zumpe

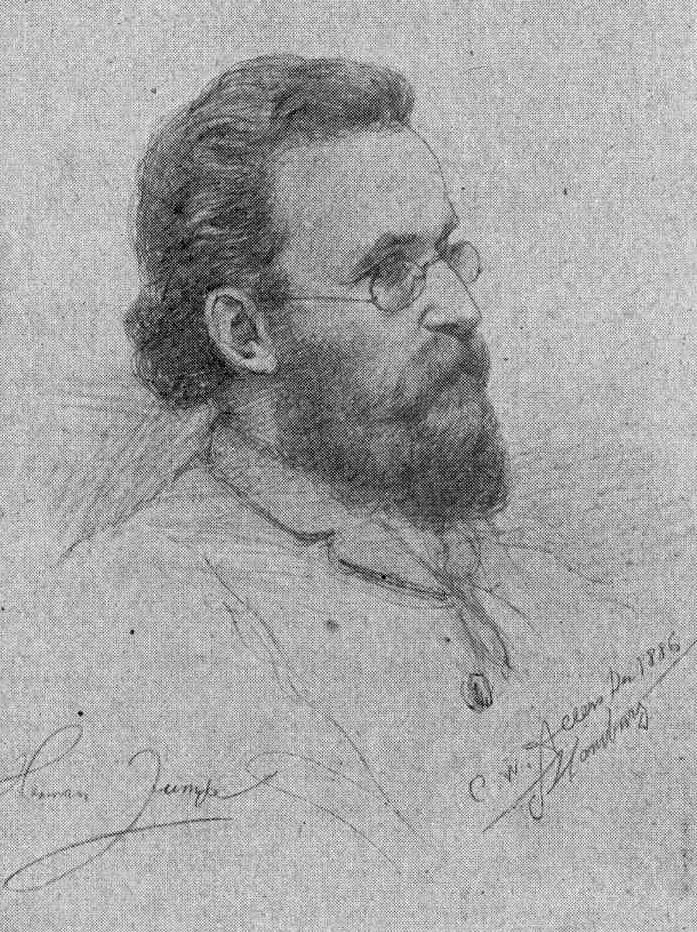
Hermann Zumpe, 1886

Hermann Zumpe (* 9. April 1850 in Oppach; † 4. September 1903 in München) war ein deutscher Dirigent und Komponist.

## Leben
Seine Kindheit verbrachte Zumpe in Taubenheim/Spree in der Oberlausitz. Darin erinnert der Zumpeweg in Taubenheim. Die berufliche Laufbahn begann Zumpe als Lehrer 1869 in Weigsdorf und 1871 in Leipzig, wo er auch Unterricht in Komposition und Musiktheorie bei Tottmann erhielt. Als entscheidende Wende erwies sich der Ruf Wagners, der Zumpe im Oktober 1872 nach Bayreuth führte, wo er drei Jahre bei den Vorbereitungen der Wagner-Opern-Aufführungen mitwirkte. Mit den dort erworbenen Kenntnissen konnte er nun seine Laufbahn als Theaterkapellmeister starten, die ihn ab 1875 nach Salzburg, 1877/78 nach Würzburg, 1878/79 nach Magdeburg, 1879/82 nach Frankfurt a. M. und von 1882 bis 1887 nach Hamburg führte. Von 1891 bis 1895 arbeitete er als Hofkapellmeister in Stuttgart, wo er auch den Verein für klassische Kirchenmusik dirigierte. Im Herbst 1895 wechselte er nach München und übernahm dort die Leitung des neu gegründeten Kaimorchesters, der späteren Münchner Philharmoniker, dessen Niveau und Ansehen er in mehr als zwanzig Konzerten bedeutend steigern konnte. 1897 bekam er ein verlockendes Angebot für ein Engagement als Hofkapellmeister in Schwerin. Während der vier Jahre in der mecklenburgischen Residenzstadt führte er die Schweriner Hofkapelle zu einem der ersten Klangkörper im Deutschen Reich. Unter seiner Leitung reiste das Orchester regelmäßig zu Gastspielen nach Berlin, London, Madrid und Sankt Petersburg. Besonderen Ruf erwarb sich Zumpe dort durch sein energisches Eintreten für die Werke von Max Schillings, dessen Oper „Ingwelde“ er zum Durchbruch
verhalf und dessen „Pfeifertag“ er sogar zur Uraufführung brachte.
1901 kehrte Zumpe nach München zurück und übernahm die künstlerische Leitung des neuerbauten Prinzregententheaters. Am 20. August 1901 wurde das Haus mit Die Meistersinger von Nürnberg eröffnet. Weitere Inszenierungen von Opern von Richard Wagner folgten. 1902 erhielt er als dritter Dirigent nach Franz Lachner und Hermann Levi den Titel „Generalmusikdirektor“ und leitete auch Aufführungen im Hoftheater und über zehn Konzerte der „Musikalischen Akademie“, in denen er zahlreiche Erstaufführungen, besonders von Max Schillings, und sogar eine Uraufführung von Ernst Boehe brachte. Obwohl er nur knapp zweieinhalb Jahre in dieser Stellung wirken konnte, wurde er zum Reorganisator der Münchner Hofoper und des ganzen Münchener Musiklebens. Hermann Zumpe verstarb am 4. September 1903 in München im Alter von 53 Jahren während der Wagner-Festspiele ganz überraschend an Herzversagen.
Zu seinen Kompositionen gehören Märchenopern (Anhana [Berlin, 1880], Die verwunschene Prinzessin) und Operetten (Farinelli [Hamburg, 1886], Karin [Hamburg, 1888], Polnische Wirtschaft [Berlin, 1891]). Bei seinem Tod fand sich die unvollendete Partitur einer weiteren Oper (Sawitri); Gustav von Roessler komplettierte die Partitur; die Oper wurde schließlich in Schwerin zur Aufführung gebracht.

## Denkmal
Im Jahre 1904 wurde dem Künstler von seinen dankbaren Anhängern in seiner Heimatstadt Oppach ein Gedenkstein errichtet.

## Schüler
- Heinrich Bötel